# Poteau
Poteau ist eine City und gleichzeitig Verwaltungssitz (County Seat) des Le Flore County im US-amerikanischen Bundesstaat Oklahoma. Das U.S. Census Bureau hat bei der Volkszählung 2020 eine Einwohnerzahl von 8.807 ermittelt.

## Geographie
Die nächstgelegene Großstadt Fort Smith im Bundesstaat Arkansas befindet sich etwa 35 Kilometer entfernt im Nordosten. Spiro liegt in einer Entfernung von 15 Kilometern in nördlicher Richtung. Der Poteau River sowie die Hauptverkehrsstraßen U.S. Highway 59 bzw. U.S. Highway 271 verlaufen durch die Stadt. Am südlichen Stadtrand schließen sich der Robert S. Kerr Airport sowie der Lake Wister State Park an. Poteau liegt im Poteau Valley und ist von Bergen und Hügeln umgeben, unter anderem im Westen vom Cavanal Hill, der zuweilen auch als „The World's Highest Hill“ bezeichnet wird.

## Geschichtliches
Ureinwohner der Region waren verschiedene Indianerstämme, wovon zahlreiche Artefakte zeugen, von denen Teile heute im örtlichen Kerr Museum zu besichtigen sind. Erste sicher nachgewiesene europäische Siedlungen in der Gegend wurden im Jahre 1719 angelegt. Die Stadt wurde 1885 mit einigen Wohnhäusern sowie einem Warenhaus gegründet, 1888 folgte eine Post und die City of Poteau wurde am 8. Oktober 1898 registriert. Der Name wurde nach dem Poteau River angenommen. Nach 1900 wurde mehrere Kohleminen geöffnet, wodurch der Ort weiter wuchs. Auch heute ist der Bergbau nach wie vor ein bedeutender Wirtschaftszweig für die Gegend. Der frühere Gouverneur von Oklahoma Robert S. Kerr unterhielt in Poteau eine Ranch.

## Demografische Daten
Im Jahre 2011 wurde eine Einwohnerzahl von 8539 Personen ermittelt, was einen Zuwachs um 7,6 % gegenüber dem Jahr 2000 bedeutet. Das Durchschnittsalter der Bewohner lag im Jahre 2011 mit 34,4 Jahren deutlich unter dem Durchschnittswert von Oklahoma, der 40,6 Jahre betrug. Der Anteil der Ureinwohner betrug rund 11 %.